# سقوط بالگرد در بافت
در بعدازظهر ۴ اسفند ۱۴۰۱ بالگرد متعلق به جمعیت هلال احمر ایران حامل حمید سجادی وزیر ورزش و جوانان در ورزشگاهی در شهر بافت در استان کرمان واژگون شد و یکی از دستیاران وزیر کشته و ۱۵ نفر دیگر زخمی شدند. در این سانحه که هنگام فرود بالگرد رخ داد، حمید سجادی وزیر ورزش و جوانان از ناحیه سر دچار آسیب دیدگی شد. اسماعیل احمدی مشاور وزیر ورزش کشته شد و ۱۶ نفر دیگر از جمله وزیر، ۴ خدمه و سایر مقامات مجروح شدند.